# 1702 год в науке
В 1702 году в науке и технике произошло несколько значимых событий.

## Астрономия
- 20 апреля — астрономы Франческо Бьянкини и Жак Филипп Маральди наблюдали комету 1702 года, приблизившуюся к Земле на расстояние 0,0435 а.е. (6537 тыс. км).
- Дэвид Грегори публикует своё введение в ньютоновскую астрономию Astronomiae physicae et geometricae elementa.

## Техника
- Француз М. Бион усовершенствовал перьевую ручку.

## Родились
- Михаэль Адельбульнер, немецкий математик, физик и астроном.
- Томас Байес, английский математик и пресвитерианский священник, член Лондонского королевского общества
- Джордж Мартин, шотландский врач и учёный[источник не указан 3018 дней]

## Скончались
- 12 декабря — Улоф Рудбек старший, шведский учёный-анатом, ботаник и атлантолог, также изучал и преподавал математику, физику и музыку
- Клоптон Хэверс, английский врач, пионер исследования микроструктуры кости